# Выбор критиков (кинопремия, 2018)
23-я церемония премии «Выбор критиков» состоялась 11 января 2018 года в Baker Hangar в аэропорту Санта-Моники , Калифорния. Ведущим церемонии была американская актриса Оливия Манн. Номинанты были объявлены 6 декабря 2017.

## Победители и номинанты

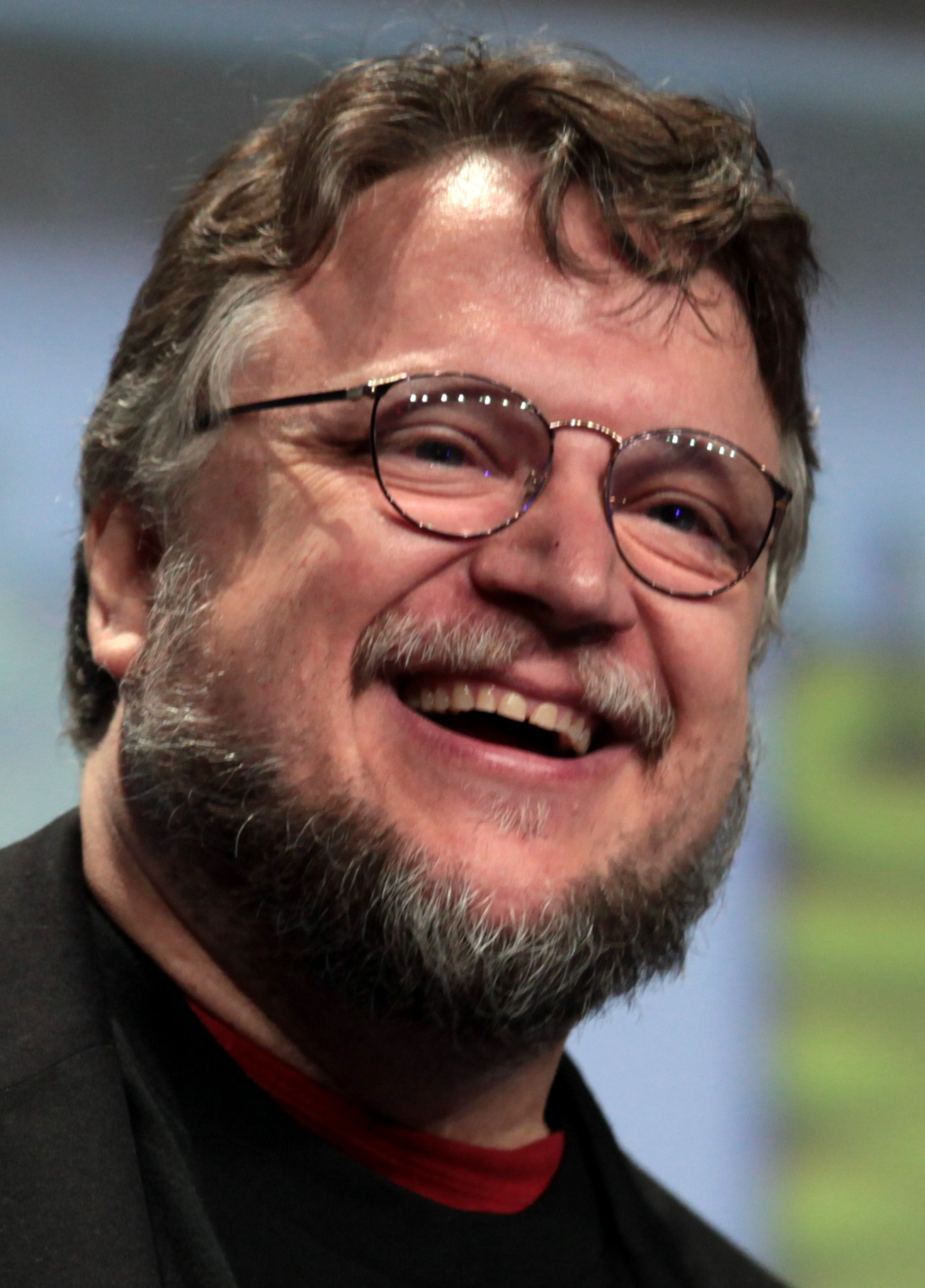
Гильермо дель Торо, лучший режиссёр

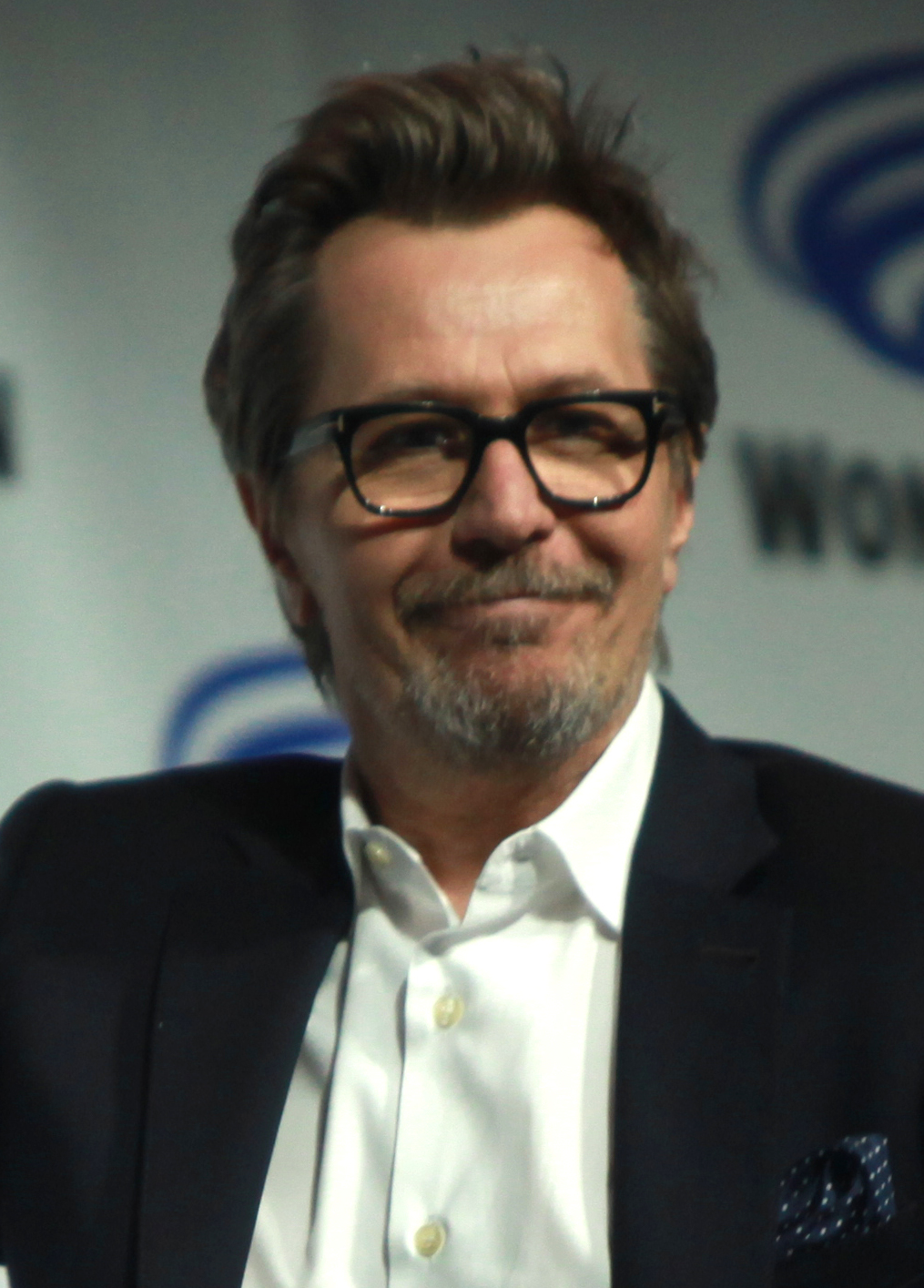
Гари Олдман, лучшая мужская роль

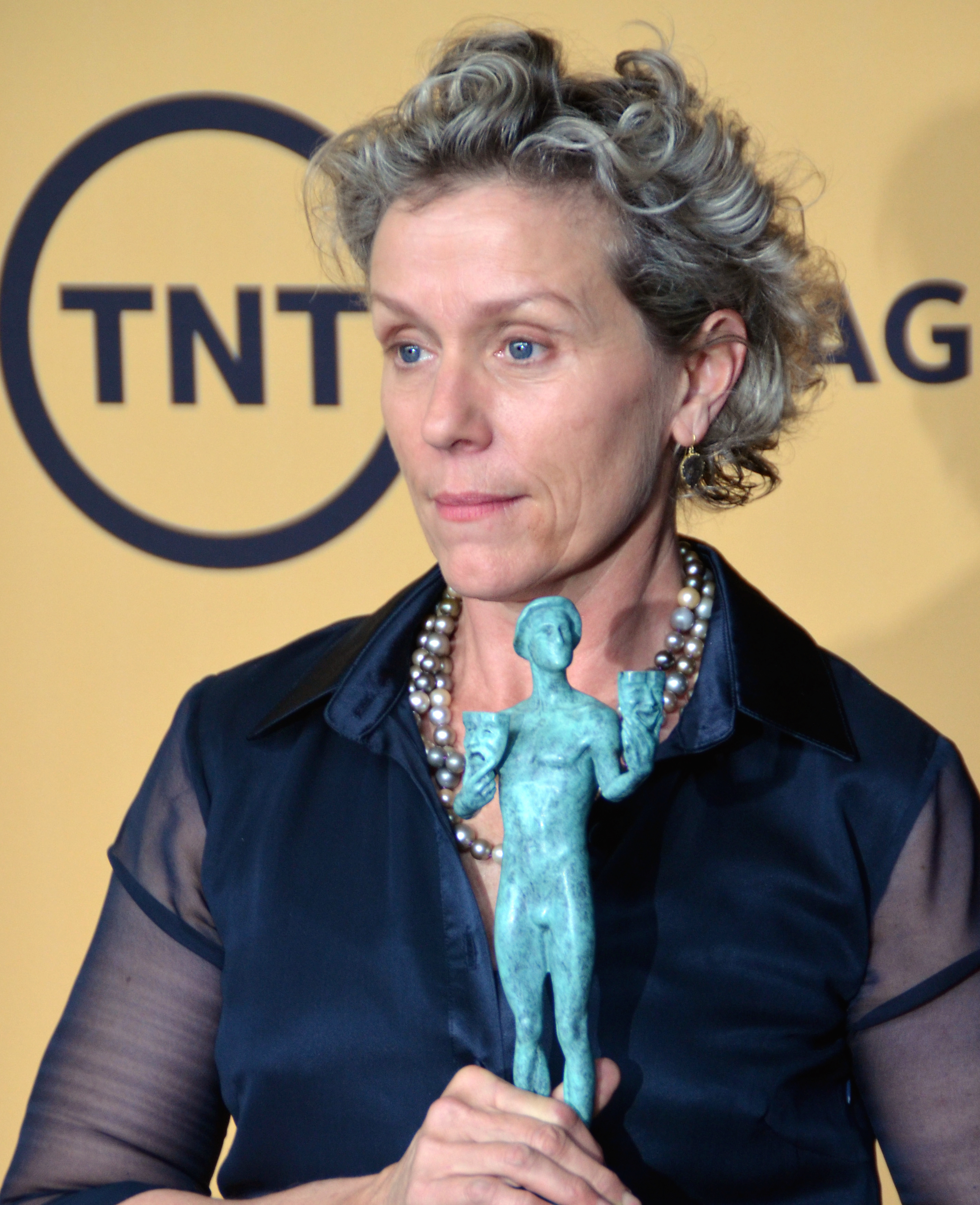
Фрэнсис МакДорманд, лучшая женская роль

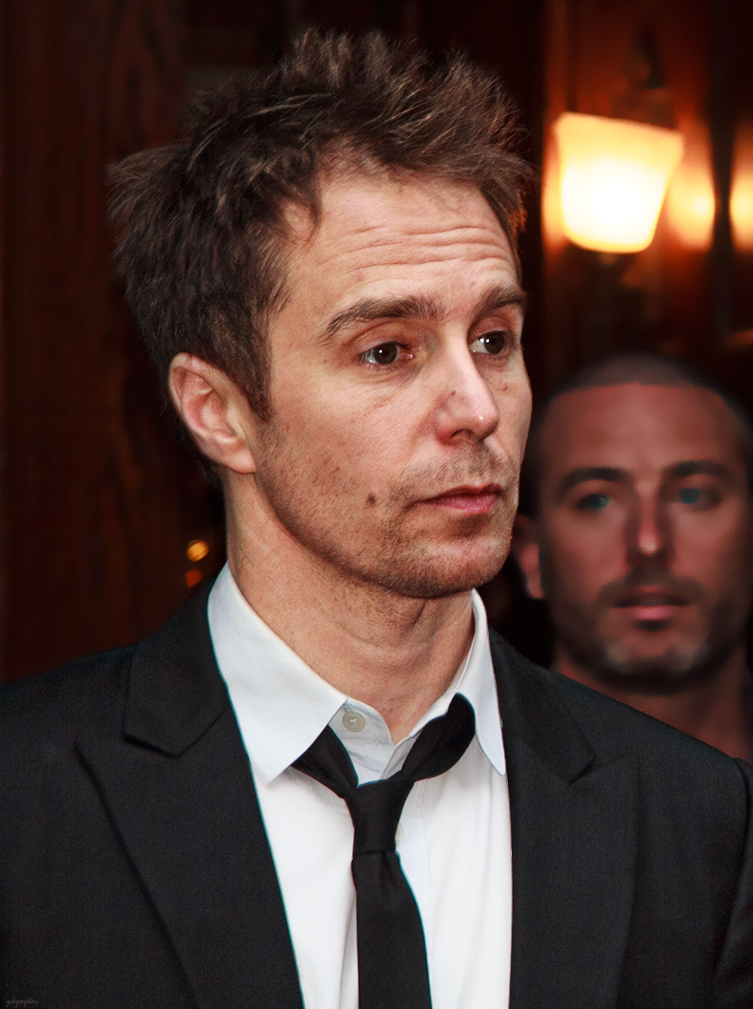
Сэм Рокуэлл, лучшая мужская роль второго плана

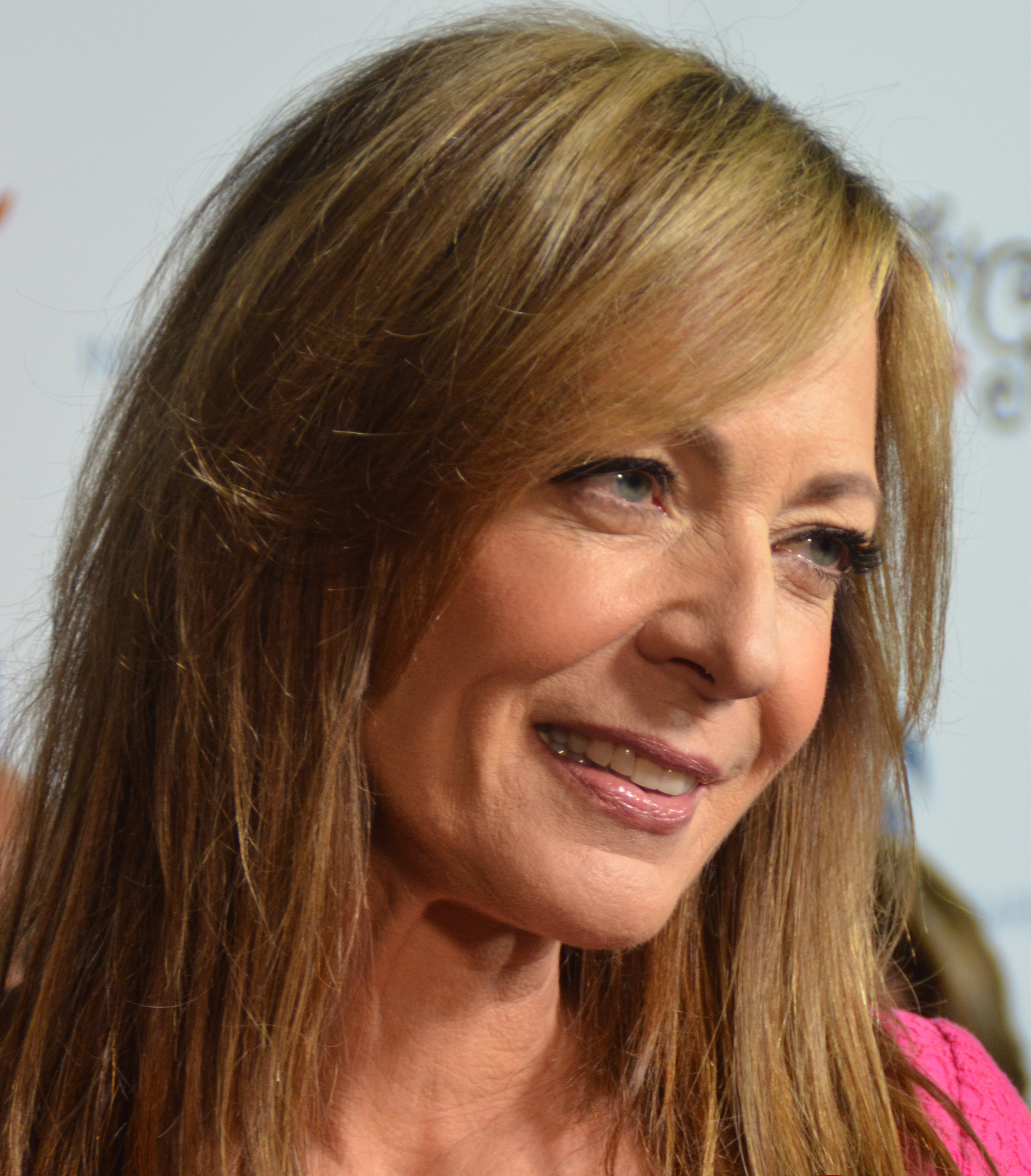
Эллисон Дженни, лучшая женская роль второго плана

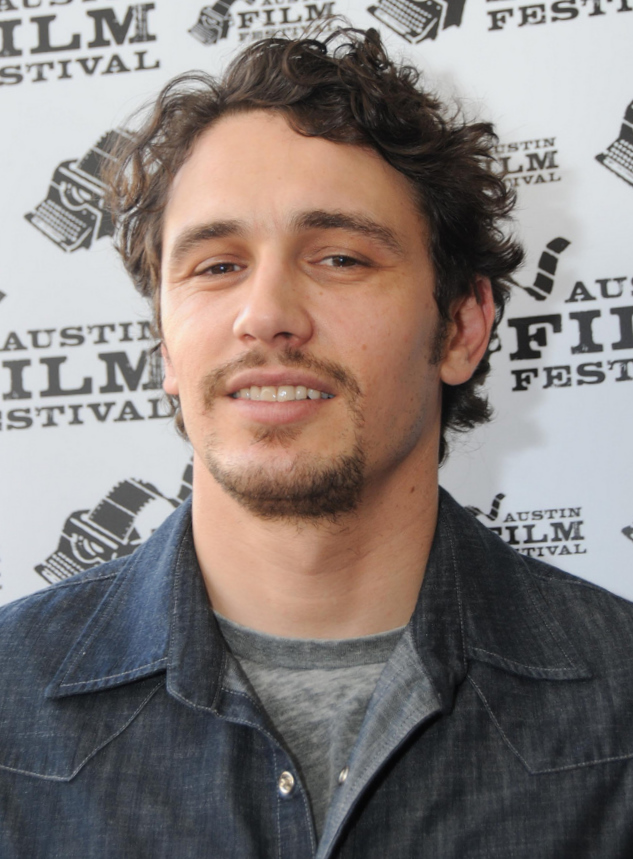
Джеймс Франко, лучший актёр в комедии

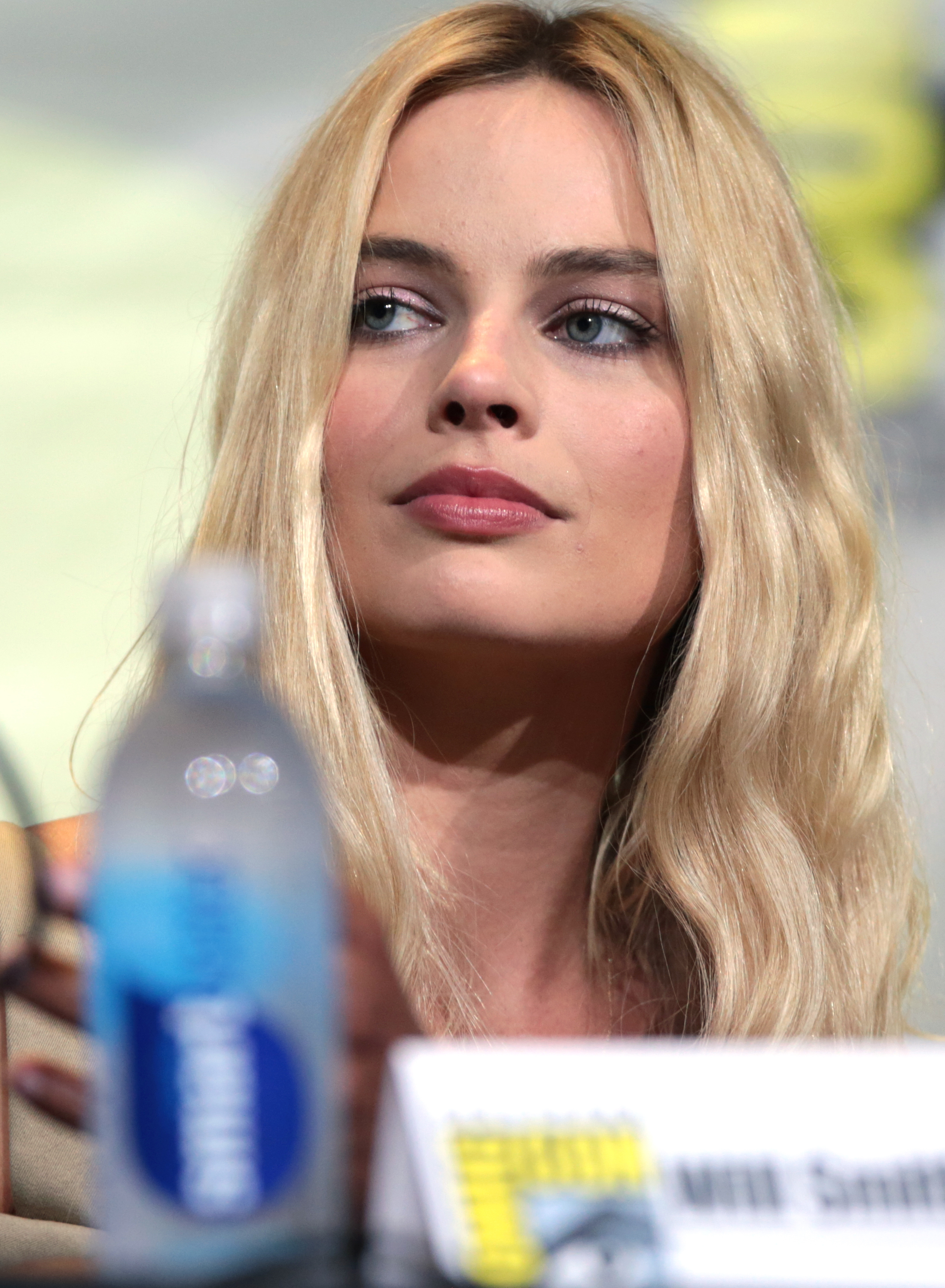
Марго Робби, лучшая актриса в комедии

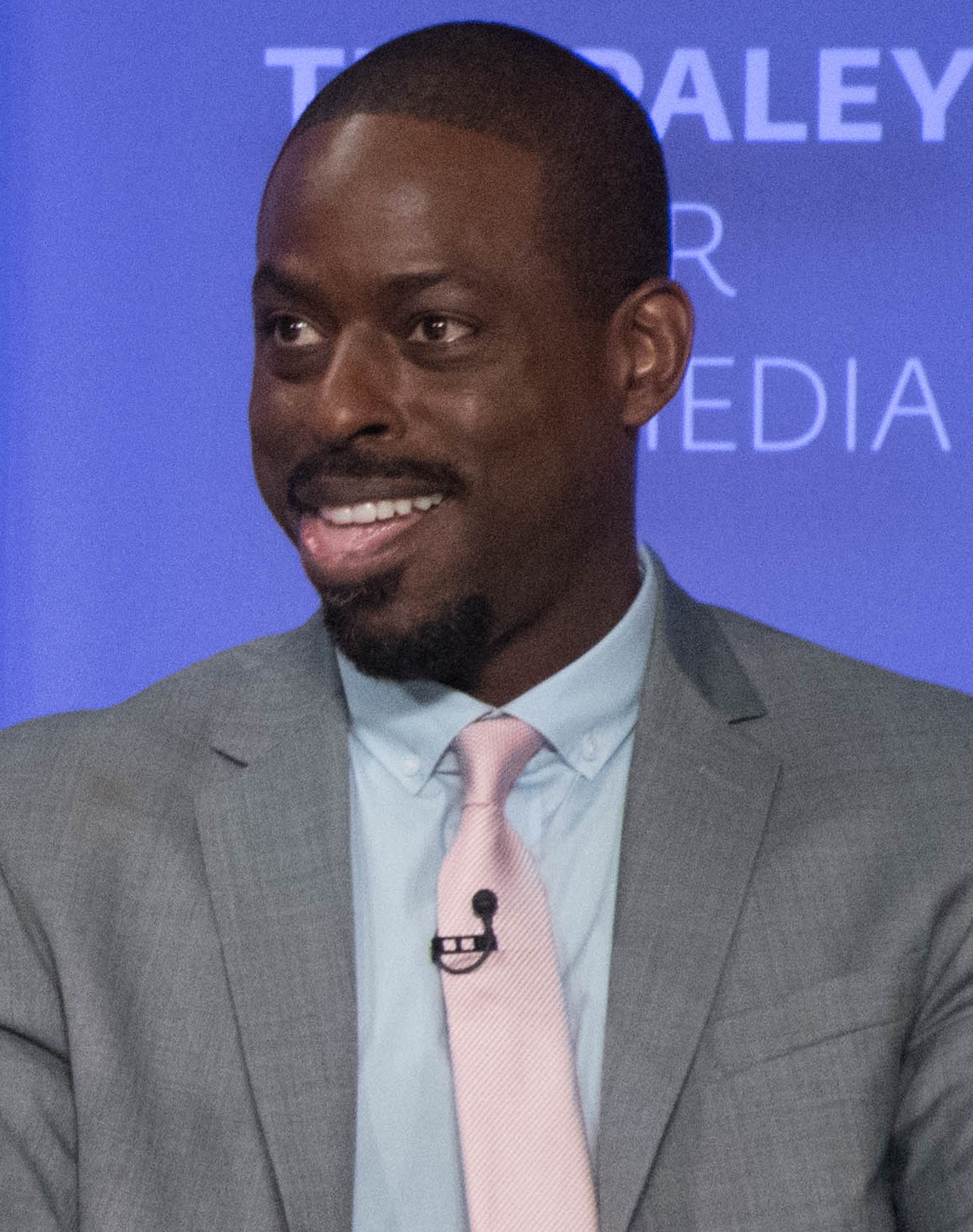
Стерлинг К. Браун, лучшая мужская роль в драматическом сериале

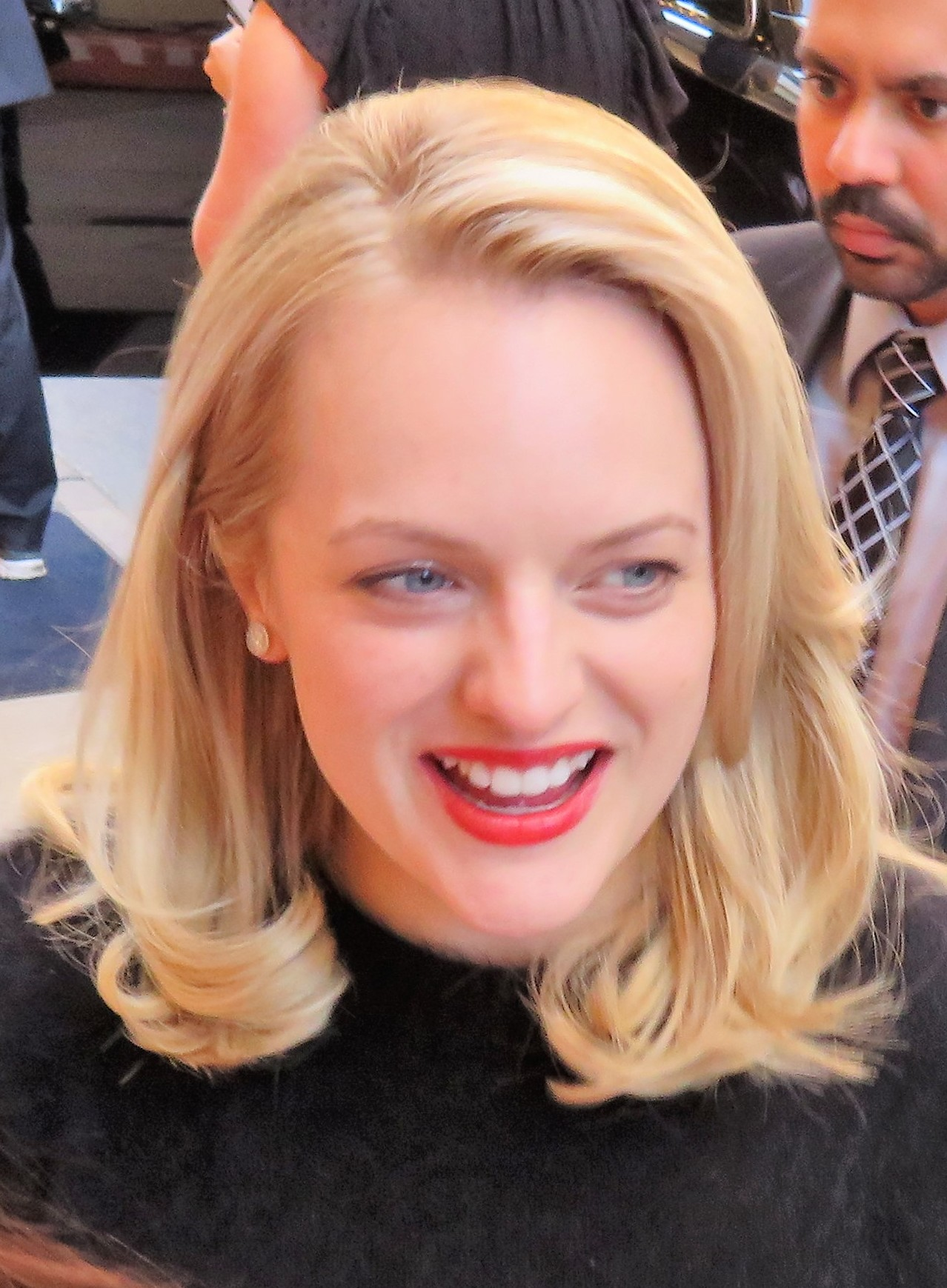
Элизабет Мосс, лучшая женская роль в драматическом сериале

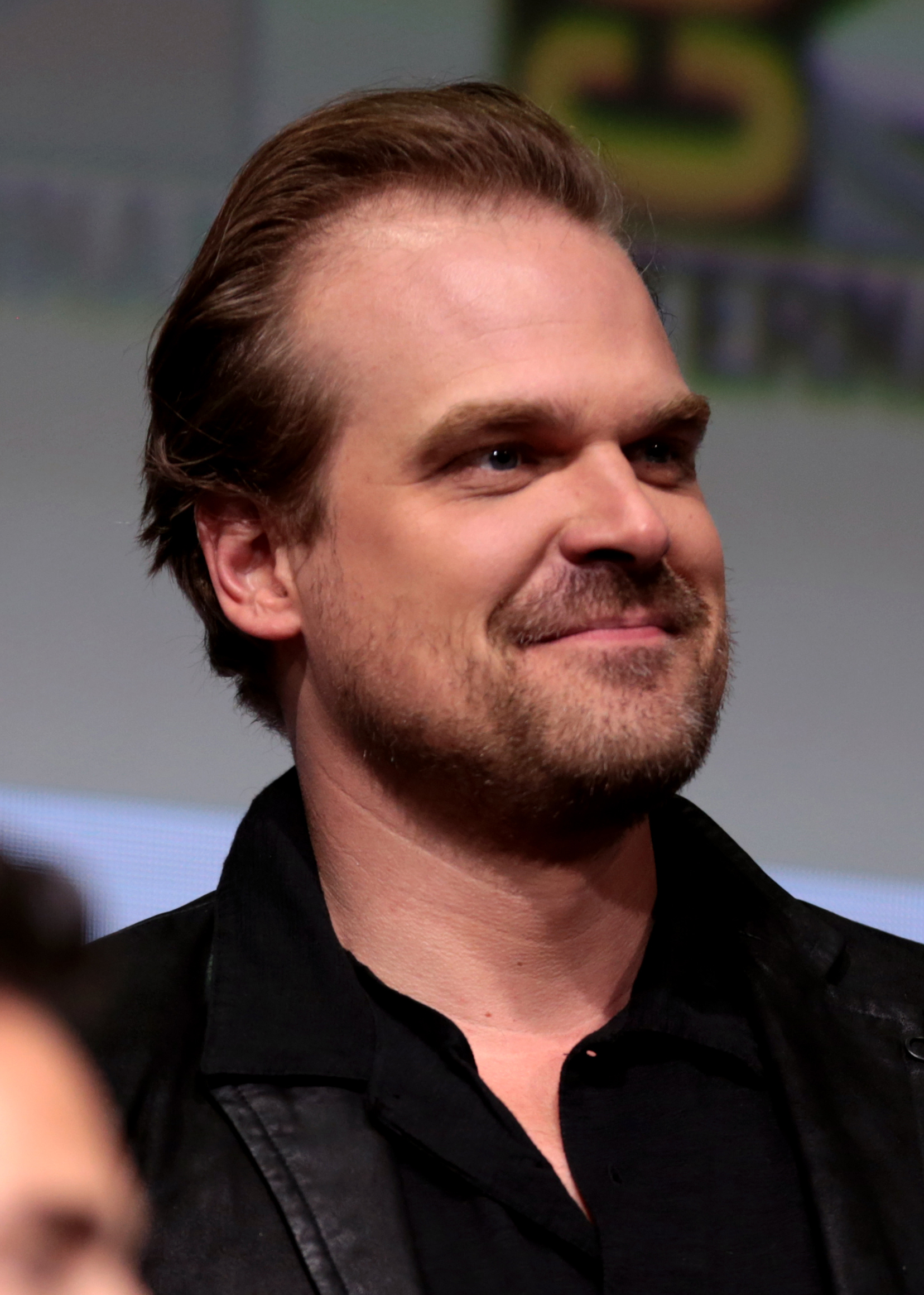
Дэвид Харбор, лучшая мужская роль второго плана в драматическом сериале

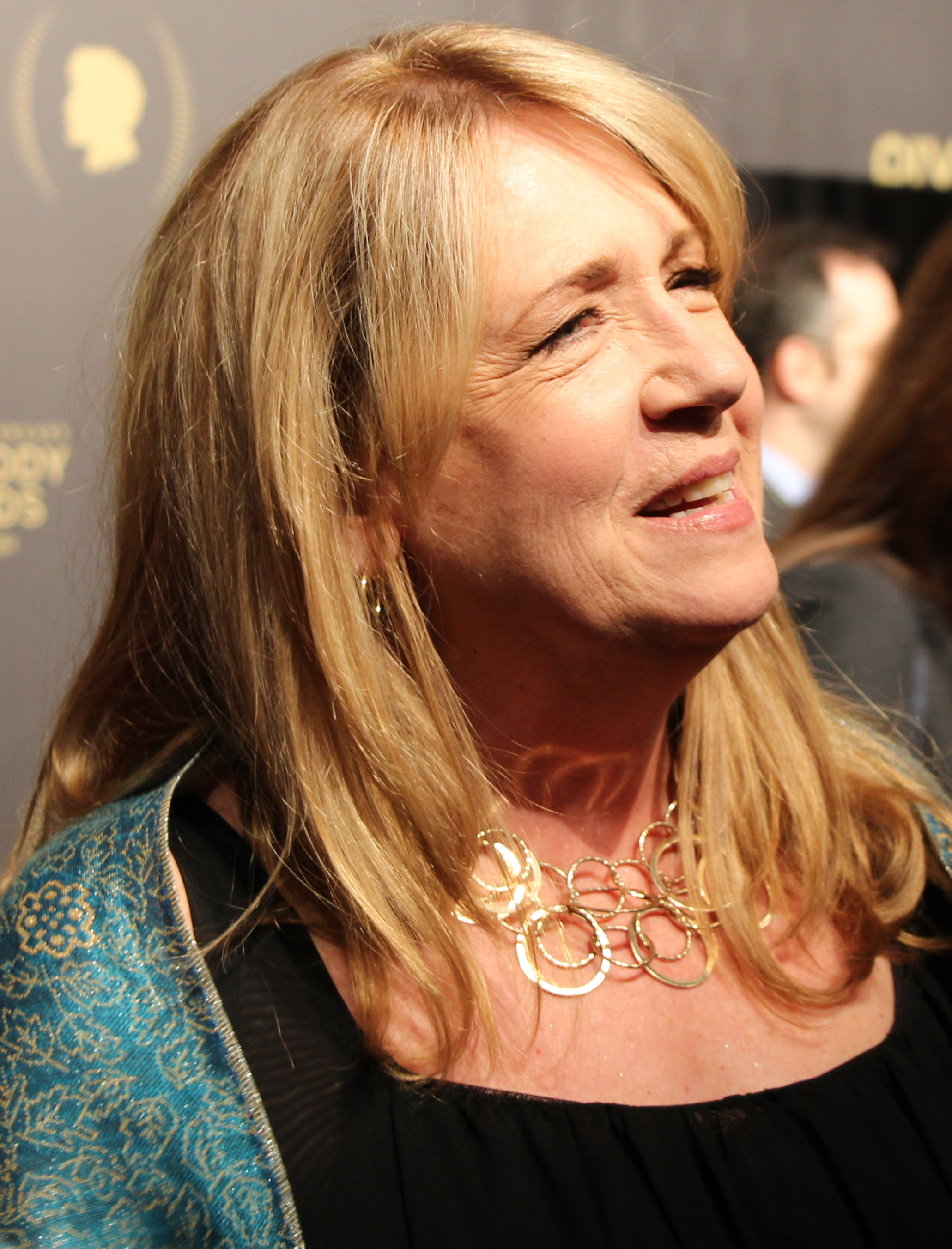
Энн Дауд, лучшая женская роль второго плана в драматическом сериале

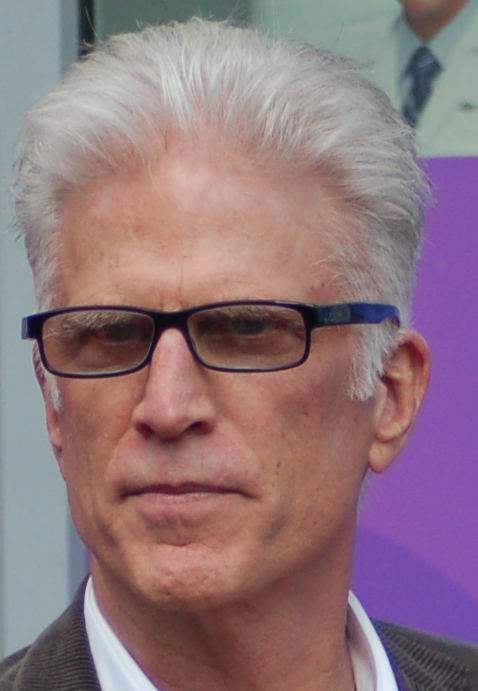
Тед Дэнсон, лучшая мужская роль в комедийном сериале

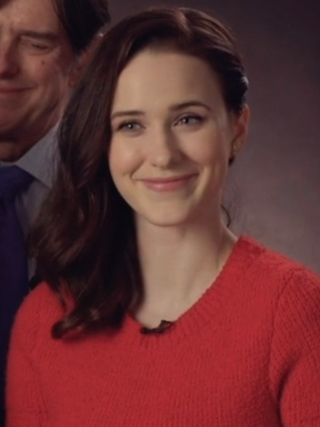
Рэйчел Броснахэн, лучшая женская роль в комедийном сериале

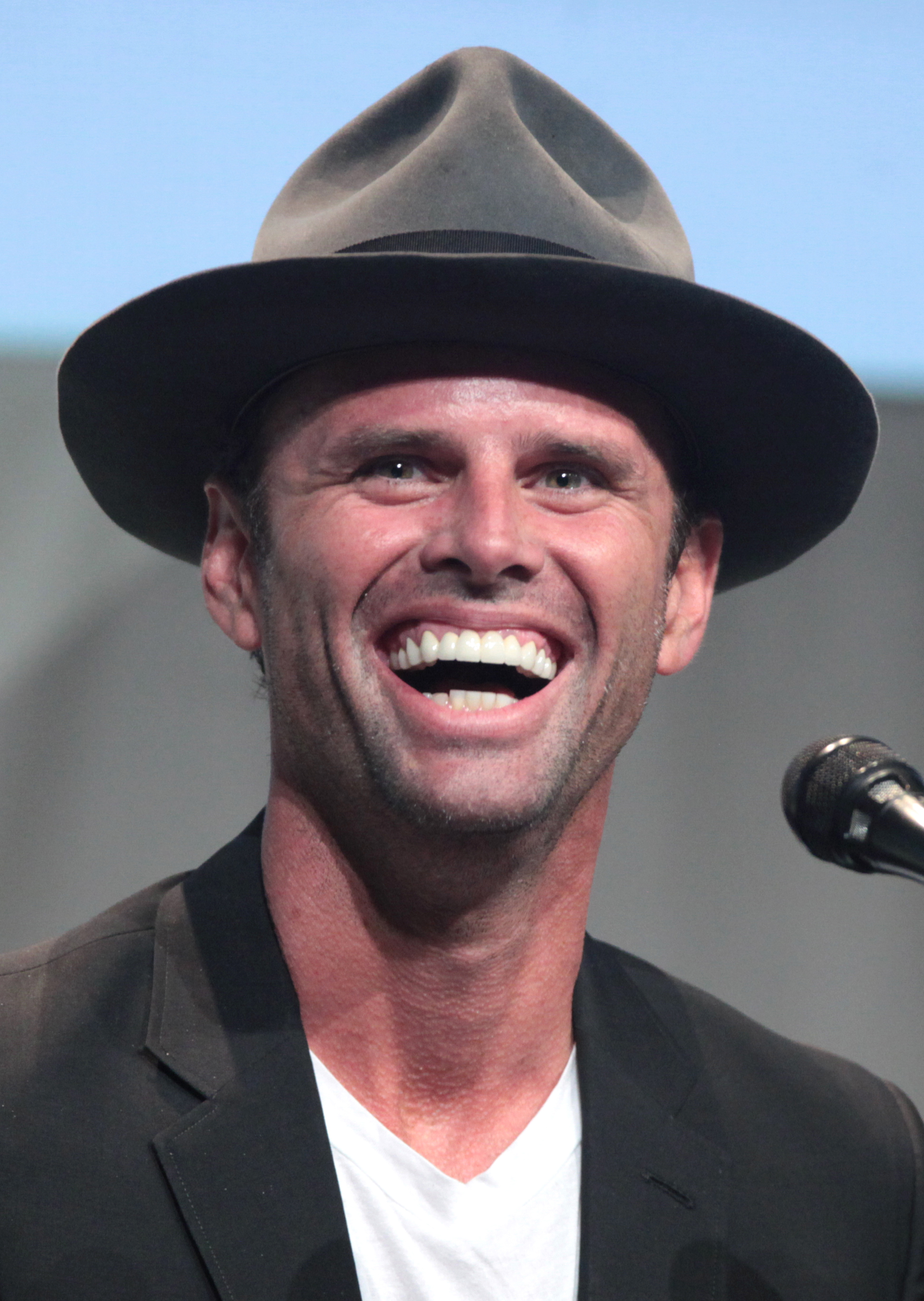
Уолтон Гоггинс, лучшая мужская роль второго плана в комедийном сериале

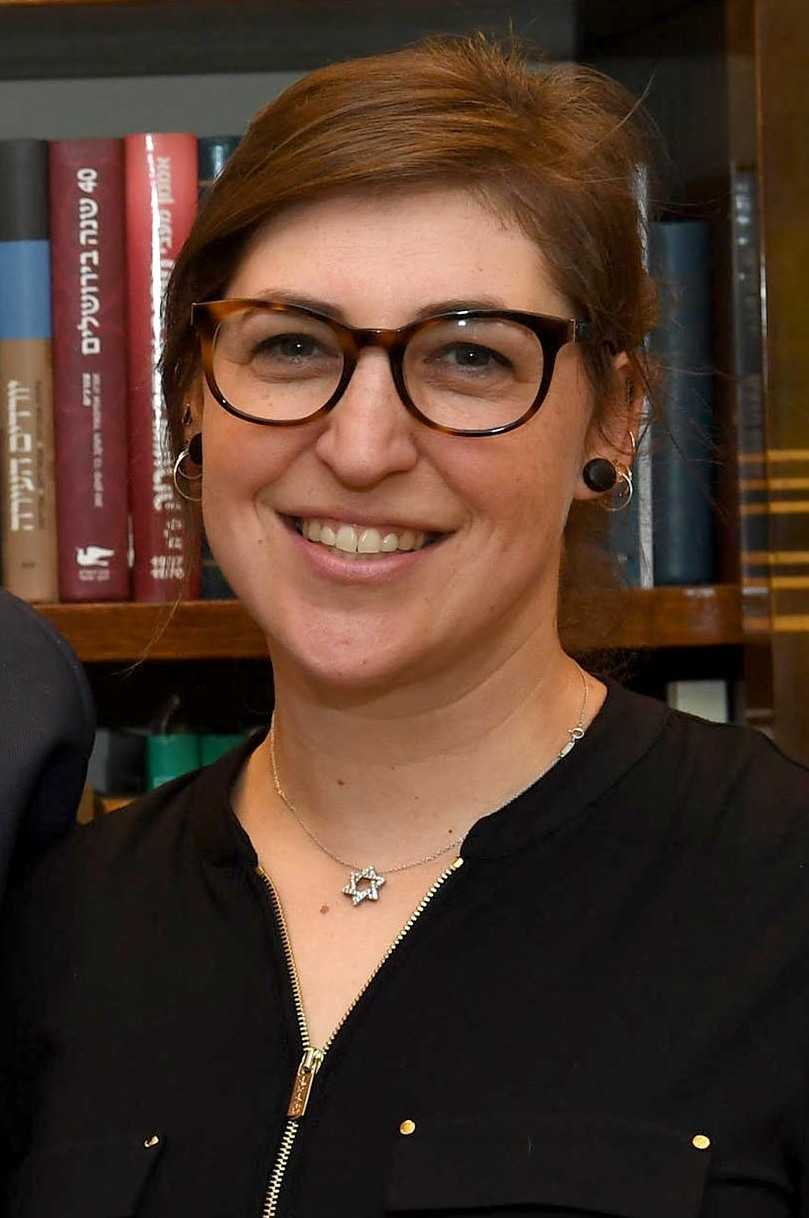
Маим Бялик, лучшая женская роль второго плана в комедийном сериале

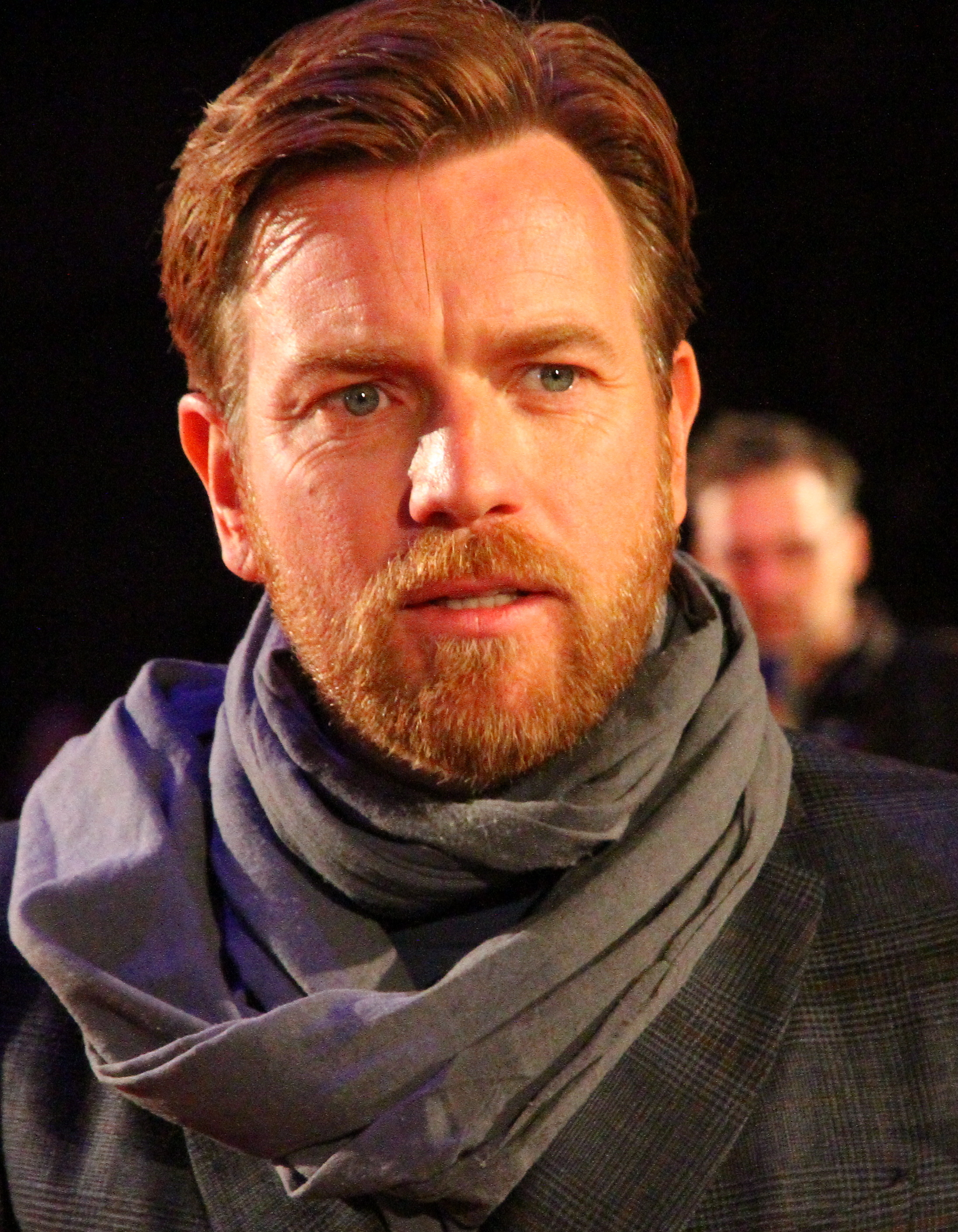
Юэн Макгрегор, лучшая мужская роль в мини-сериале

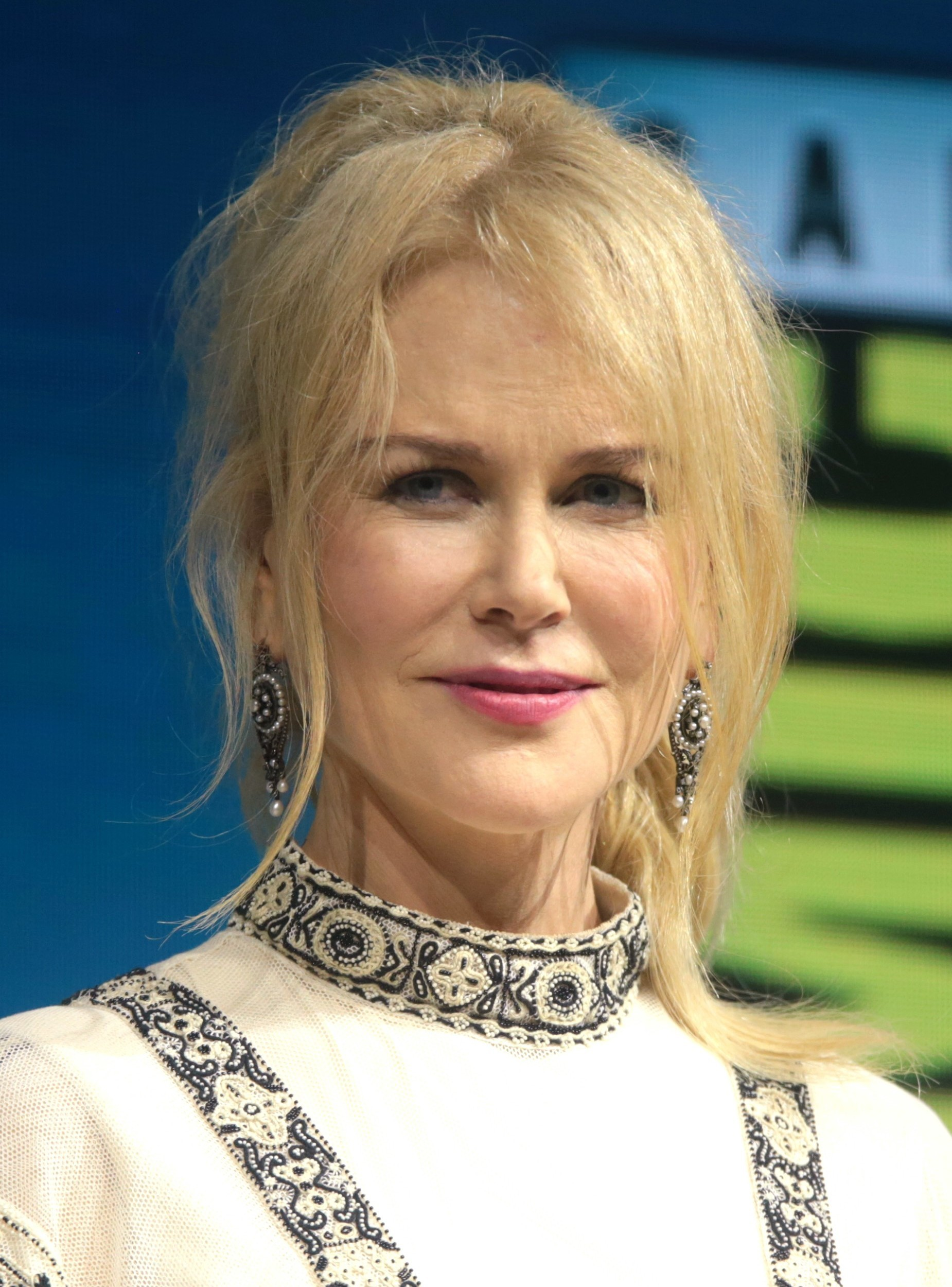
Николь Кидман, лучшая женская роль в мини-сериале

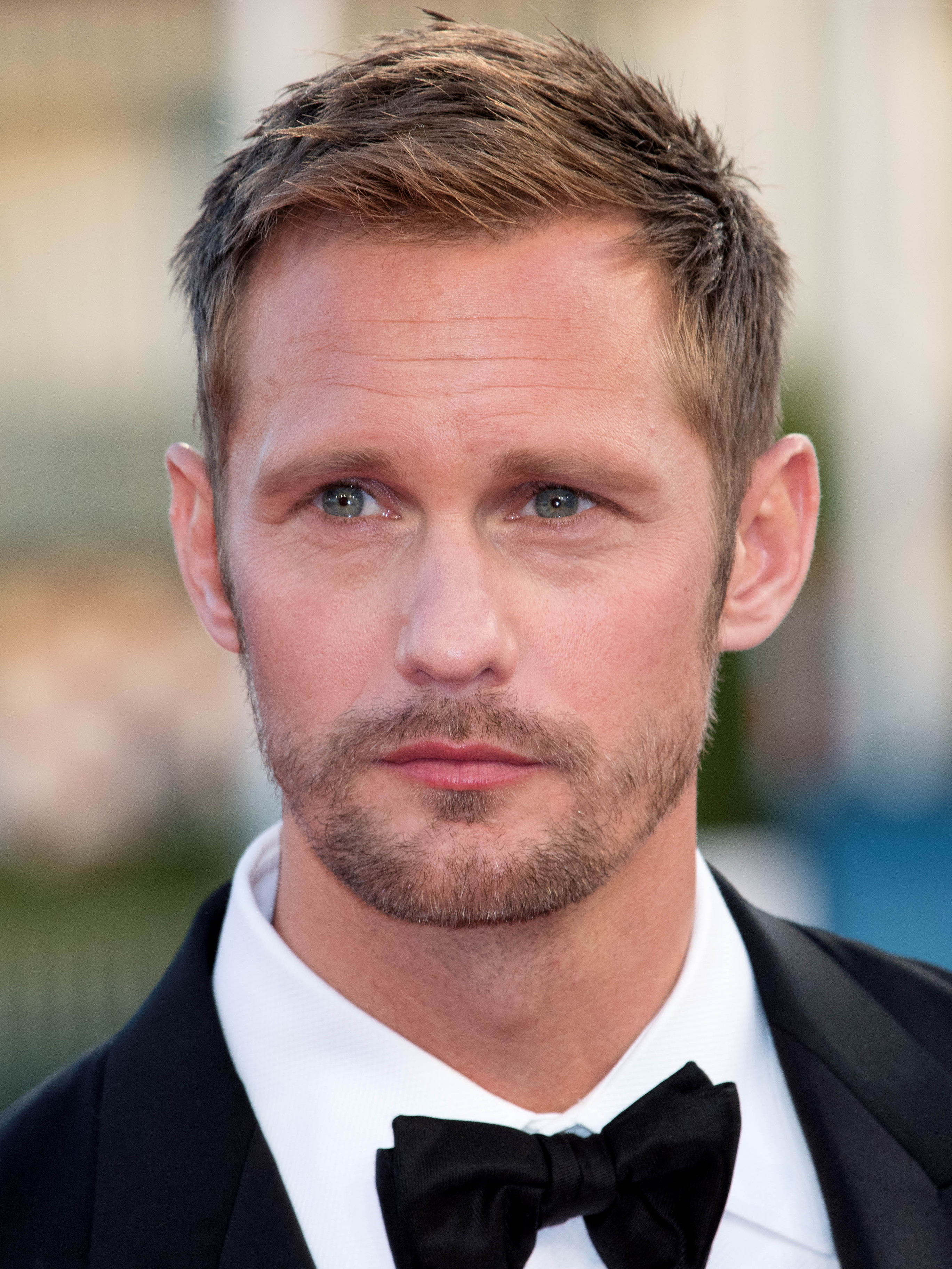
Александр Скарсгард, лучшая мужская роль второго плана в мини-сериале

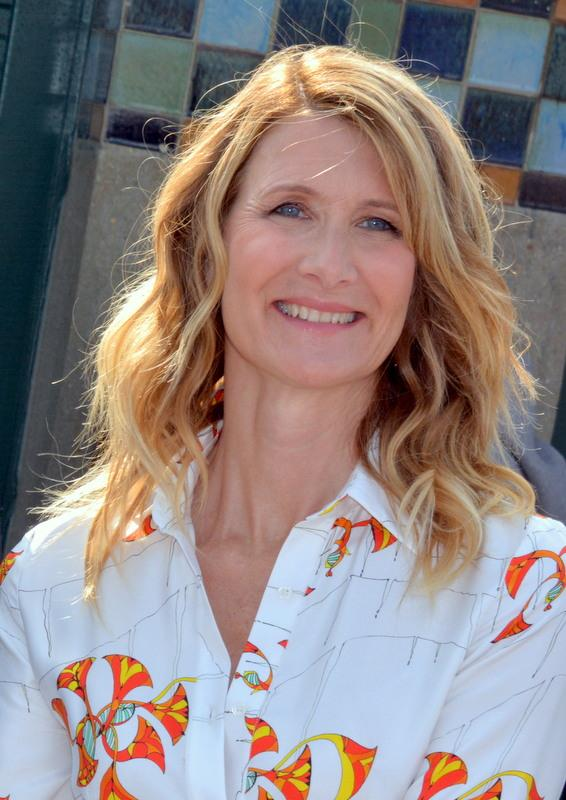
Лора Дерн, лучшая женская роль второго плана в мини-сериале

| Лучший фильм                                  | 1. Форма воды 2. Дюнкерк 3. Леди Бёрд 4. Любовь — болезнь 5. Назови меня своим именем 6. Проект Флорида 7. Прочь 8. Секретное досье 9. Тёмные времена 10. Три билборда на границе Эббинга, Миссури |
| Лучший режиссёр                               | 1. Гильермо дель Торо — «Форма воды» 2. Грета Гервиг — «Леди Бёрд» 3. Лука Гуаданьино — «Назови меня своим именем» 4. Мартин МакДона — «Три билборда на границе Эббинга, Миссури» 5. Кристофер Нолан — «Дюнкерк» 6. Джордан Пил — «Прочь» 7. Стивен Спилберг — «Секретное досье»                                                                            |
| Лучшая мужская роль                           | 1. Гари Олдман — «Тёмные времена» 2. Джейк Джилленхол — «Сильнее» 3. Дэниэл Дэй-Льюис— «Призрачная нить» 4. Дэниэл Калуя — «Прочь» 5. Джеймс Франко — «Горе-творец» 6. Том Хэнкс — «Секретное досье» 7. Тимоти Шаламе— «Назови меня своим именем» |
| Лучшая женская роль                           | 1. Фрэнсис МакДорманд — «Три билборда на границе Эббинга, Миссури» 2. Марго Робби — «Тоня против всех» 3. Сирша Ронан — «Леди Бёрд» 4. Мэрил Стрип — «Секретное досье» 5. Салли Хокинс — «Форма воды» 6. Джессика Честейн — «Большая игра» |
| Лучшая мужская роль второго плана             | 1. Сэм Рокуэлл — «Три билборда на границе Эббинга, Миссури» 2. Уиллем Дефо— «Проект Флорида» 3. Ричард Дженкинс — «Форма воды» 4. Майкл Стулбарг— «Назови меня своим именем» 5. Патрик Стюарт — «Логан» 6. Арми Хаммер — «Назови меня своим именем» |
| Лучшая женская роль второго плана             | 1. Эллисон Дженни — «Тоня против всех» 2. Мэри Джей Блайдж — «Ферма "Мадбаунд"» 3. Лори Меткаф — «Леди Бёрд» 4. Октавия Спенсер — «Форма воды» 5. Холли Хантер — «Любовь — болезнь» 6. Тиффани Хэддиш — «Улётные девочки» 7. Хонг Чау — «Короче» |
| Лучший молодой артист                         | 1. Бруклин Принс — «Проект Флорида» 2. Маккенна Грейс — «Одарённая» 3. Дафин Кин — «Логан» 4. Милли Симмондс — «Мир, полный чудес» 5. Джейкоб Тремблей — «Чудо» |
| Лучший актёрский ансамбль                     | 1. Три билборда на границе Эббинга, Миссури 2. Дюнкерк 3. Леди Бёрд 4. Секретное досье 5. Ферма "Мадбаунд" |
| Лучший оригинальный сценарий                  | 1. Джордан Пил — «Прочь» 2. Гильермо дель Торо и Ванесса Тейлор — «Форма воды» 3. Грета Гервиг — «Леди Бёрд» 4. Эмили В. Гордон и Кумэйл Нанджиани — «Любовь — болезнь» 5. Мартин МакДона — «Три билборда на границе Эббинга, Миссури» 6. Элизабет Ханна и Джош Сингер — «Секретное досье»                                                                  |
| Лучший адаптированный сценарий                | 1. Джеймс Айвори — «Назови меня своим именем» 2. Скотт Нойстедтер и Майкл Х. Уэбер — «Горе-творец» 3. Вирджил Уильямс и Ди Рис — «Ферма "Мадбаунд“» 4. Аарон Соркин — «Большая игра» 5. Стивен Чбовски, Стив Конрад и Джек Торн — «Чудо» |
| Лучший анимационный фильм                     | 1. Тайна Коко 2. Ван-Гог. С любовью, Винсент 3. Гадкий я 3 4. Добытчица 5. Лего Фильм: Бэтмен 6. Смурфики: Затерянная деревня |
| Лучший экшн-фильм                             | 1. Чудо-женщина 2. Джуманджи: Зов джунглей 3. Логан 4. Малыш на драйве 5. Планета обезьян: Война 6. Тор: Рагнарёк |
| Лучший научно-фантастический фильм или хоррор | 1. Прочь 2. Бегущий по лезвию 2049 3. Конг: Остров черепа 4. Оно 5. Форма воды |
| Лучшая комедия                                | 1. Любовь — болезнь 2. Горе-творец 3. Леди Бёрд 4. Тоня против всех 5. Улётные девочки |
| Лучший актёр в комедии                        | 1. Джеймс Франко — «Горе-творец» 2. Стив Карелл — «Битва полов» 3. Кумэйл Наджиани — «Любовь — болезнь» 4. Адам Сэндлер — «История семьи Майровиц» 5. Крис Хемсворт — «Тор: Рагнарёк» |
| Лучшая актриса в комедии                      | 1. Марго Робби — «Тоня против всех» 2. Зои Казан — «Любовь — болезнь» 3. Сирша Ронан — «Леди Бёрд» 4. Эмма Стоун — «Битва полов» 5. Тиффани Хэддиш — «Улётные девочки» |
| Лучший фильм на иностранном языке             | 1. На пределе (Aus dem Nichts) — Германия 2. 120 ударов в минуту (120 battements par minute) — Франция 3. Квадрат (The Square) — Швеция 4. Сначала они убили моего отца (First They Killed My Father) — Камбоджа 5. Тельма (Thelma) — Норвегия 6. Фантастическая женщина (Una Mujer Fantástica) — Чили                                                      |
| Лучшая работа художника-постановщика          | 1. Пол Д. Остерберри и Шэйн Виё и Джефф Мелвин — «Форма воды» 2. Джим Клэй и Ребекка Аллевей — «Убийство в Восточном экспрессе» 3. Нэйтан Краули и Гари Феттис — «Дюнкерк» 4. Деннис Гасснер и Алессандра Керцола — «Бегущий по лезвию 2049» 5. Сара Гринвуд и Кэти Спенсер — «Красавица и чудовище» 6. Марк Тилдесли и Вероника Мелери — «Призрачная нить» |
| Лучшая операторская работа                    | 1. Роджер Дикинс — «Бегущий по лезвию 2049» 2. Рэйчел Моррисон — «Ферма "Мадбаунд“» 3. Сэйомбху Мукдипром — «Назови меня своим именем» 4. Дан Лаустсен — «Форма воды» 5. Хойте Ван Хойтема — «Дюнкерк» |
| Лучший дизайн костюмов                        | 1. Марк Бриджес — «Призрачная нить» 2. Жаклин Дюрран — «Красавица и чудовище» 3. Луис Секейра — «Форма воды» 4. Рене Эйприл — «Бегущий по лезвию 2049» 5. Линди Хемминг — «Чудо-женщина» |
| Лучший монтаж                                 | 1. Пол Мачлисс и Джонатан Амос — «Малыш на драйве» и Ли Смит — «Дюнкерк» 2. Сидни Волински — «Форма воды» 3. Майкл Кан и Сара Брошар — «Секретное досье» 4. Джо Уокер — «Бегущий по лезвию 2049» |
| Лучший грим и причёски                        | 1. Тёмные времена 2. Красавица и чудовище 3. Тоня против всех 4. Форма воды 5. Чудо-женщина |
| Лучшие визуальные эффекты                     | 1. Планета обезьян: Война 2. Бегущий по лезвию 2049 3. Дюнкерк 4. Тор: Рагнарёк 5. Форма воды 6. Чудо-женщина |
| Лучшая музыка к фильму                        | 1. Александр Деспла — «Форма воды» 2. Джонни Гринвуд — «Призрачная нить» 3. Дарио Марианелли — «Тёмные времена» 4. Джон Уильямс — «Секретное досье» 5. Бенджамин Уоллфиш и Ханс Циммер — «Бегущий по лезвию 2049» 6. Ханс Циммер — «Дюнкерк» |
| Лучшая песня к фильму                         | 1. «Remember me» — «Тайна Коко» 2. «Evermore» — «Красавица и чудовище» 3. «Mystery of love» — «Назови меня своим именем» 4. «Stand up for something»— «Маршалл» 5. «This is me» — «Величайший шоумен» 6. «Ride» — «Тачки 3» |

### Сериалы
| Лучший драматический сериал                                               | 1. Рассказ служанки 2. Американские боги 3. Игра престолов 4. Лучше звоните Солу 5. Очень странные дела 6. Это мы |
| Лучшая мужская роль в драматическом сериале                               | 1. Стерлинг К. Браун — «Это мы» 2. Пол Джаматти — «Миллиарды» 3. Иэн Макшейн — «Американские боги» 4. Боб Оденкёрк — «Лучше звоните Солу» 5. Фредди Хаймор — «Мотель Бейтса» 6. Лив Шрайбер — «Рэй Донован»                                                                 |
| Лучшая женская роль в драматическом сериале                               | 1. Элизабет Мосс — «Рассказ служанки» 2. Катрина Балф — «Чужестранка» 3. Кристин Барански — «Хорошая борьба» 4. Татьяна Маслани — «Тёмное дитя» 5. Робин Райт — «Карточный домик» 6. Клэр Фой — «Корона»                                                                    |
| Лучшая мужская роль второго плана в драматическом сериале                 | 1. Дэвид Харбор — «Очень странные дела» 2. Азия Кейт Диллон — «Миллиарды» 3. Питер Динклэйдж — «Игра престолов» 4. Бобби Каннавале — «Мистер Робот» 5. Делрой Линдо — «Хорошая борьба» 6. Майкл Маккин — «Лучше звоните Солу»                                               |
| Лучшая женская роль второго плана в драматическом сериале                 | 1. Энн Дауд — «Рассказ служанки» 2. Джилиан Андерсон — «Американские боги» 3. Каш Джамбо — «Хорошая борьба» 4. Эмилия Кларк — «Игра престолов» 5. Марго Мартидейл — «Подлый Пит» 6. Крисси Мец — «Это мы»                                                                   |
| Лучший комедийный сериал                                                  | 1. Удивительная миссис Мейзел 2. Американская семейка 3. Блеск 4. Оранжевый — хит сезона 5. Теория большого взрыва 6. Чёрная комедия |
| Лучшая мужская роль в комедийном сериале                                  | 1. Тед Дэнсон — «В лучшем мире» 2. Хэнк Азария — «Брокмайр» 3. Азиз Ансари — «Мастер не на все руки» 4. Энтони Андерсон — «Чёрная комедия» 5. Томас Миддлдитч — «Силиконовая долина» 6. Рэндалл Пак — «Трудности ассимиляции»                                               |
| Лучшая женская роль в комедийном сериале                                  | 1. Рэйчел Броснахэн — «Удивительная миссис Мейзел» 2. Кристен Белл — «В лучшем мире» 3. Элисон Бри — «Блеск» 4. Констанс Ву — «Трудности ассимиляции» 5. Элли Кемпер — «Несгибаемая Кимми Шмидт» 6. Саттон Фостер — «Юная»                                                  |
| Лучшая мужская роль второго плана в комедийном сериале                    | 1. Уолтон Гоггинс — «Завучи» 2. Титус Берджесс — «Несгибаемая Кимми Шмидт» 3. Марк Марон — «Блеск» 4. Кумэйл Нанджиани — «Силиконовая долина» 5. Эд О'Нил — «Американская семейка» 6. Шон Хейпс — «Уилл и Грейс»                                                            |
| Лучшая женская роль второго плана в комедийном сериале                    | 1. Майем Биалик — «Теория большого взрыва» 2. Алекс Борштейн — «Удивительная миссис Мейзел» 3. Бетти Гилпин — «Блеск» 4. Дженифер Льюис — «Чёрная комедия» 5. Алессандра Мастронарди — «Мастер не на все руки» 6. Рита Морено — «Живём сегодняшним днём»                    |
| Лучший мини-сериал                                                        | 1. Большая маленькая ложь 2. Американский вандал 3. Вражда: Бетт и Джоан 4. Долгая дорога домой 5. Забытые Богом 6. Фарго |
| Лучший телевизионный фильм                                                | 1. Лжец, великий и ужасный 2. Бессмертная жизнь Генриетты Лакс 3. Флинт 4. Шерлок 5. Я — Элизабет Смарт |
| Лучшая мужская роль в мини-сериале или телевизионном фильме               | 1. Юэн Макгрегор — «Фарго» 2. Джефф Дэниельс — «Забытые Богом» 3. Роберт Де Ниро — «Лжец, великий и ужасный» 4. Джек О'Коннелл — «Забытые Богом» 5. Эван Питерс — «Американская история ужасов: Культ» 6. Билл Пуллман — «Грешница» 7. Джимми Татро — «Американский вандал» |
| Лучшая женская роль в мини-сериале или телевизионном фильме               | 1. Николь Кидман — «Большая маленькая ложь» 2. Джессика Бил — «Грешница» 3. Алана Боден — «Я — Элизабет Смарт» 4. Кэрри Кун — «Фарго» 5. Джессика Лэнг — «Вражда: Бетт и Джоан» 6. Риз Уизерспун — «Большая маленькая ложь»                                                 |
| Лучшая мужская роль второго плана в мини-сериале или телевизионном фильме | 1. Александр Скарсгард — «Большая маленькая ложь» 2. Бенито Мартинес — «Американское преступление» 3. Альфред Молино — «Вражда» 4. Стэнли Туччи — «Вражда: Бетт и Джоан» 5. Дэвид Тьюлис — «Фарго» 6. Джонни Флинн — «Гений»                                                |
| Лучшая женская роль второго плана в мини-сериале или телевизионном фильме | 1. Лора Дерн — «Большая маленькая ложь» 2. Джуди Дэвис — «Вражда: Бетт и Джоан» 3. Реджина Кинг — «Американское преступление» 4. Мишель Пфайффер — «Лжец, великий и ужасный» 5. Мэри Элизабет Уинстэд — «Фарго» 6. Джеки Хоффман — «Вражда: Бетт и Джоан»                   |

### Специальная награда
Галь Гадот

## Список лауреатов и номинаций

### Фильмы
| Количество | Фильм                                    |
| ---------- | ---------------------------------------- |
| 14         | Форма воды                               |
| 8          | Назови меня своим именем                 |
| 8          | Дюнкерк                                  |
| 8          | Леди Бёрд                                |
| 8          | Секретное досье                          |
| 7          | Бегущий по лезвию 2049                   |
| 6          | Любовь — болезнь                         |
| 6          | Три билборда на границе Эббинга, Миссури |
| 5          | Прочь                                    |
| 5          | Тоня против всех                         |
| 4          | Красавица и чудовище                     |
| 4          | Тёмные времена                           |
| 4          | Горе-творец                              |
| 4          | Ферма "Мадбаунд"                         |
| 4          | Призрачная нить                          |
| 3          | Проект Флорида                           |
| 3          | Улётные девочки                          |
| 3          | Логан                                    |
| 3          | Тор: Рагнарёк»                           |
| 3          | Чудо                                     |
| 3          | Чудо-женщина                             |
| 2          | Малыш на драйве                          |
| 2          | Битва полов                              |
| 2          | Тайна Коко                               |
| 2          | Большая игра                             |
| 2          | Планета обезьян: Война                   |

| Количество | Фильм                                    |
| ---------- | ---------------------------------------- |
| 4          | Форма воды                               |
| 3          | Три билборда на границе Эббинга, Миссури |
| 2          | Тайна Коко                               |
| 2          | Тёмные времена                           |
| 2          | Прочь                                    |
| 2          | Тоня против всех                         |

### Сериалы
| Количество | Сериал                     |
| ---------- | -------------------------- |
| 6          | Вражда: Бетт и Джоан       |
| 5          | Большая маленькая ложь     |
| 5          | Фарго                      |
| 4          | Блеск                      |
| 3          | Американские боги          |
| 3          | Забытые Богом              |
| 3          | Игра престолов             |
| 3          | Лжец, великий и ужасный    |
| 3          | Рассказ служанки           |
| 3          | Удивительная миссис Мейзел |
| 3          | Хорошая борьба             |
| 3          | Чёрная комедия             |
| 3          | Это мы                     |
| 2          | Американская семейка       |
| 2          | Американский вандал        |
| 2          | Американское преступление  |
| 2          | В лучшем мире              |
| 2          | Грешница                   |
| 2          | Лучше звоните Солу         |
| 2          | Мастер не на все руки      |
| 2          | Миллиарды                  |
| 2          | Несгибаемая Кимми Шмидт    |
| 2          | Очень странные дела        |
| 2          | Силиконовая долина         |
| 2          | Теория большого взрыва     |
| 2          | Трудности ассимиляции      |
| 2          | Я — Элизабет Смарт         |

| Количество | Сериал                     |
| ---------- | -------------------------- |
| 4          | Большая маленькая ложь     |
| 3          | Рассказ служанки           |
| 2          | Удивительная миссис Мейзел |